# Olegário de Oxum
Olegário de Oxum foi um sacerdote (babalorixá) afro-brasileiro do candomblé, filho de santo de Mãe Pulquéria, a segunda ialorixá por sucessão do Terreiro do Gantois. Iniciou alguns sacerdotes importantes como o babalorixá Miguel Arcanjo Paiva.